# Aloe palmiformis
Aloe palmiformis é uma espécie de liliopsida do gênero Aloe, pertencente à família Asphodelaceae.